# Ruža Šegedin
Ruža Šegedin (r. Germ), slovenska ginekologinja, porodničarka in političarka, * 26. april 1913, Novo mesto, † 18. oktober 1990, Ljubljana.
Ruža Šegedin se je rodila češki materi Ruženi Pavlovski in priznanemu slikarju Josipu Germu. Po končani gimnaziji se je vpisala na Medicinsko fakulteto v Ljubljani, študij pa je kasneje nadaljevala v Zagrebu, kjer je leta 1938 tudi diplomirala. Po diplomi je volontersko začela delati v Bolnici za ženske bolezni v Ljubljani, po izbruhu druge svetovne vojne pa se je povezala z OF in začela z ilegalnim zdravljenjem ranjencev. 
Zaradi suma sodelovanja z odporniškim gibanjem jo je Gestapo aretiral decembra leta 1942. V zaporu je zbolela in bila premeščena v bolnišnico, kjer je ostala pod strogim varstvom. Po okrevanju se je konec julija 1943 vrnila v zapor, od koder so jo čez nekaj mesecev izpustili. Septembra 1943 je odšla v partizane in bila dodeljena v Slovensko centralno vojno-partizansko bolnišnico v Kočevskem Rogu. Zaradi svoje usposobljenosti in sposobnosti je kmalu postala upravnica te partizanske ustanove, za svoje delo pa je po vojni prejela številna priznanja.
Po vojni se je zaposlila v vojno medicinski akademiji v Beogradu, kjer je specializirala iz ginekologije in porodničarstva. Na akademiji je s činom sanitetne podpolkovnice ostala do leta 1952. Leta 1954 se je vrnila v Ljubljano in se je zaposlila na ginekološki kliniki, kjer je postala asistentka predstojnice. Bia je članica Centalnega komiteja ZKS in 1963--67 predsednica socialno-zdravstvenega zbora Skupščine SRS. Kasneje se je posvetila tudi problemu abortusa in se do konca svoje kariere zavzemala za pravice žensk.  Njen mož je bil Jože Šegedin (1911--73) pravnik, vojaški sodnik in tožilec v partizanih in JLA ter po 1957 sodnik Vrhovnega sodišča SRS, sin pa kemik in univerzitetni profesor Primož Šegedin (*1948).
1. 1 2 3  Obrazi slovenskih pokrajin — ISSN 2712-5408